# Ambicodamus urbanus
Espèce
Ambicodamus urbanus est une espèce d'araignées aranéomorphes de la famille des Nicodamidae.

## Distribution
Cette espèce est endémique de Nouvelle-Galles du Sud en Australie. Elle se rencontre à Sydney, Inverell et Wooli.

## Description
Le mâle holotype mesure 4,55 mm et la femelle paratype 5,22 mm.

## Publication originale
- Harvey, 1995 : The systematics of the spider family Nicodamidae (Araneae: Amaurobioidea). Invertebrate Taxonomy, vol. 9, no 2, p. 279-386.